# Адријан Денисов
Адријан Денисов (1763 – 1841) је био руски генерал и донски атаман.

## Биографија
У Руско-турском рату (1787–1792) јуришао је 1790. године пешке са козацима на Измаил и овладао великом батеријом. При гушењу пољског устанка, у бици код Мацјејовица (10. октобар 1794), са комбинованим одредом козака напада у бок и позадину Пољака и разбија њихову коњицу. Истакао се у рату у Италији 1798. године у склопу Француских револуционарних ратова, у бробама око заузимања на реци Ади. Следеће године је ратовао у Швајцарској. За атамана је постављен 1805. године. У Наполеоновим ратовима, успео је да 1812. године формира 26 пешадијских пукова од козака. Након смрти атамана Платова (1818), постао је обласни донски атаман. Ангажовао се за права козака на штету тамошњих аристократа због чега је 1821. године пао у немилост и пензионисан је.